# Cámara Kodak (1888)

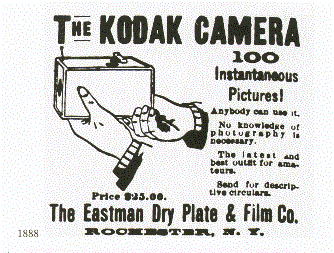
Cartel publicitario de la cámara Kodak (1888)

La cámara Kodak introducida en 1888 en los Estados Unidos de América es el modelo original de cámara fotográfica creada por George Eastman. Se trataba de una cámara en forma de caja recubierta de piel con una lente circular y un botón a un lado para disparar las fotografías. Esta cámara incorporaba un rollo de celuloide flexible para 100 exposiciones fotográficas. Se trata de una cámara importante en relación con la historia de la fotografía, puesto que contribuyó a facilitar el acceso a la fotografía (debido a su diseño, funcionamiento y precio) al público generalizado, y en especial, a los usuarios no profesionales.

## Características
La Kodak era una cámara caja con forma de paralelepípedo. Estaba diseñada de forma que en su parte superior tenía una clave giratoria, en uno de los lados el botón para activar el obturador y en la parte frontal, la lente de la cámara. En su interior, disponía de una barra giratoria (esta barra fue sustituida al cabo de poco tiempo por un mecanismo más sencillo debido al precio que suponía su manufactura) para hacer funcionar la obturador: cuando el usuario pulsaba el botón para realizar una fotografía, una cuerda interior se tensaba y se iniciaba la exposición fotográfica. Una vez se había realizado la fotografía, el usuario tenía que girar la clave superior para cambiar el fotograma seleccionado dentro de la cinta de celuloide. La cámara no disponía de visor, aun así, en su parte superior incluía dos siluetas ahorma de V para facilitar el encuadre del sujeto fotográfico. Además, la Kodak fue la primera cámara fotográfica que hizo uso del celuloide flexible inventado por George Eastman. Los materiales utilizados durante la construcción de la cámara eran: la madera (estructura de la caja), el vidrio (la lente), la piel (la funda o recubrimiento de la madera) y el metal (para los botones y mecanismos internos).
La cámara incluía celuloide para realizar 100 fotografías. Una vez este se había agotado, el usuario tenía la posibilidad de enviar la cámara a la empresa fabricante Eastman Kodak por un precio de 10$. De este modo, esta era devuelta al cliente con una nueva cinta de celuloide junto con los negativos de las anteriores fotografías enmarcados.

## Publicidad e impacto
La Kodak de 1888 utilizó una serie de eslóganes publicitarios que consiguieron popularizar la marca y hacerla visible por los nuevos modelos de los siguientes años. Estos lemas o eslóganes se han convertido en icónicos de la marca Kodak, puesto que pretendían la universalización de la fotografía: la Kodak era vendida a un precio de 25$ y disponía de un sistema sencillo y práctico para disparar las fotografías, combinación inexistente al mercado hasta aquel momento. De hecho, el eslogan utilizado en los carteles publicitarios de la Kodak citaba textualmente "You Press the Button, We Do the Rest" ("tú pulsas el botón, nosotros nos encargamos del resto"), hecho que resaltaba la facilidad que proporcionaba la cámara Kodak para hacer fotografías y obtener el revelado a posteriori.